# Bernay-Vilbert
Bernay-Vilbert är en kommun i departementet Seine-et-Marne i regionen Île-de-France i norra Frankrike. Kommunen ligger i kantonen Rozay-en-Brie som tillhör arrondissementet Provins. År 2022 hade Bernay-Vilbert 991 invånare.

## Befolkningsutveckling
Antalet invånare i kommunen Bernay-Vilbert
| Referens: INSEE |